# Potirendaba
Potirendaba este un oraș în São Paulo (SP), Brazilia.